# West Pelzer
West Pelzer é uma cidade  localizada no estado norte-americano de Carolina do Sul, no Condado de Anderson.

## Demografia
Segundo o censo norte-americano de 2000, a sua população era de 879 habitantes.
Em 2006, foi estimada uma população de 902, um aumento de 23 (2.6%).

## Geografia
De acordo com o United States Census Bureau tem uma área de
1,3 km², dos quais 1,3 km² cobertos por terra e 0,0 km² cobertos por água.

## Localidades na vizinhança
O diagrama seguinte representa as localidades num raio de 16 km ao redor de West Pelzer.